# Lancellotti (famiglia)

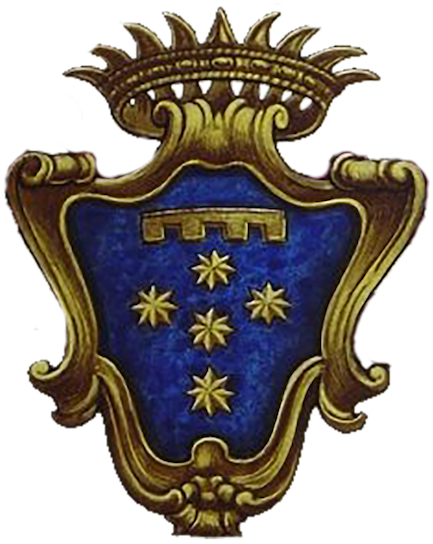
Stemma principesco di Casa Lancellotti

I Lancellotti sono una famiglia nobile napoletana, ascritta alla nobiltà nera romana.

## STORIA

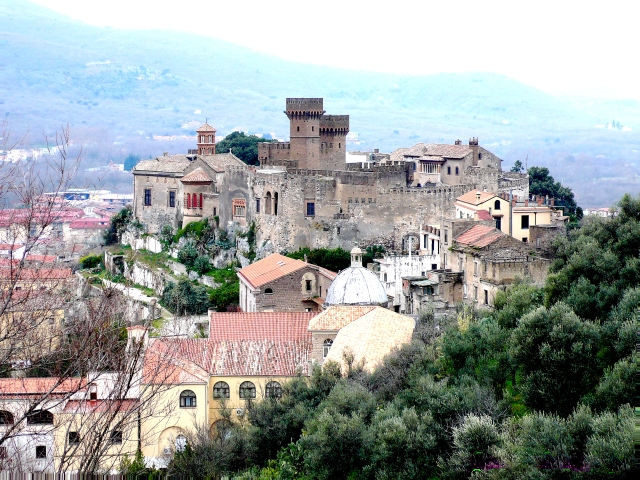
Lauro - Castello Lancellotti

La famiglia giunse a Roma nel XV secolo, e sin da allora è residente nel rione Ponte; fu aggregata al patriziato romano già con Scipione, Conservatore di Roma dal 1510 e archiatra pontificio. 

Un altro Scipione, vissuto durante la metà del secolo XVI e nipote del precedente, dette inizio alla costruzione del palazzo ai Coronari sorto attorno ad un primitivo nucleo noto già nel 1527, e alla Cappella della famiglia presso la basilica di San Giovanni in Laterano. Altra cappella fecero edificare nel secolo XVII nella basilica di Sant'Andrea della Valle. Da costoro che nel secolo XVII aggiunsero cognome, collezioni e sostanze dei Ginnetti ed acquisirono per dote anche il palazzo De Torres - Lancellotti in Piazza Navona, sarebbero poi discesi i principi di Lauro acquistata da Scipione, figlio unigenito di Tiberio che preferì prendere dimora in Napoli; il figlio di costui, Ottavio tornò a fare dimora a Roma nel palazzo di Piazza Navona; i loro successori continuarono ad alternare la loro residenza nelle due città per poi stabilirsi finalmente a Roma con Filippo Lancellotti (già Massimo).
La devozione alla chiesa per il Papa venne alimentata dai tre cardinali appartenuti alla famiglia:
1. Scipione Lancellotti - Cardinale presbitero di San Salvatore in Lauro.
2. Orazio Lancellotti -  Cardinale presbitero di San Salvatore in Lauro. Fu prefetto della Sacra Congregazione del Concilio.
3. Filippo Lancellotti - Fondò la nuova  l'accademia degli infecondi nel 1650, con sede il pianterreno del Palazzo Lancellotti ai Coronari. Fu nominato "principe dell'Accademia degli Infecondi".

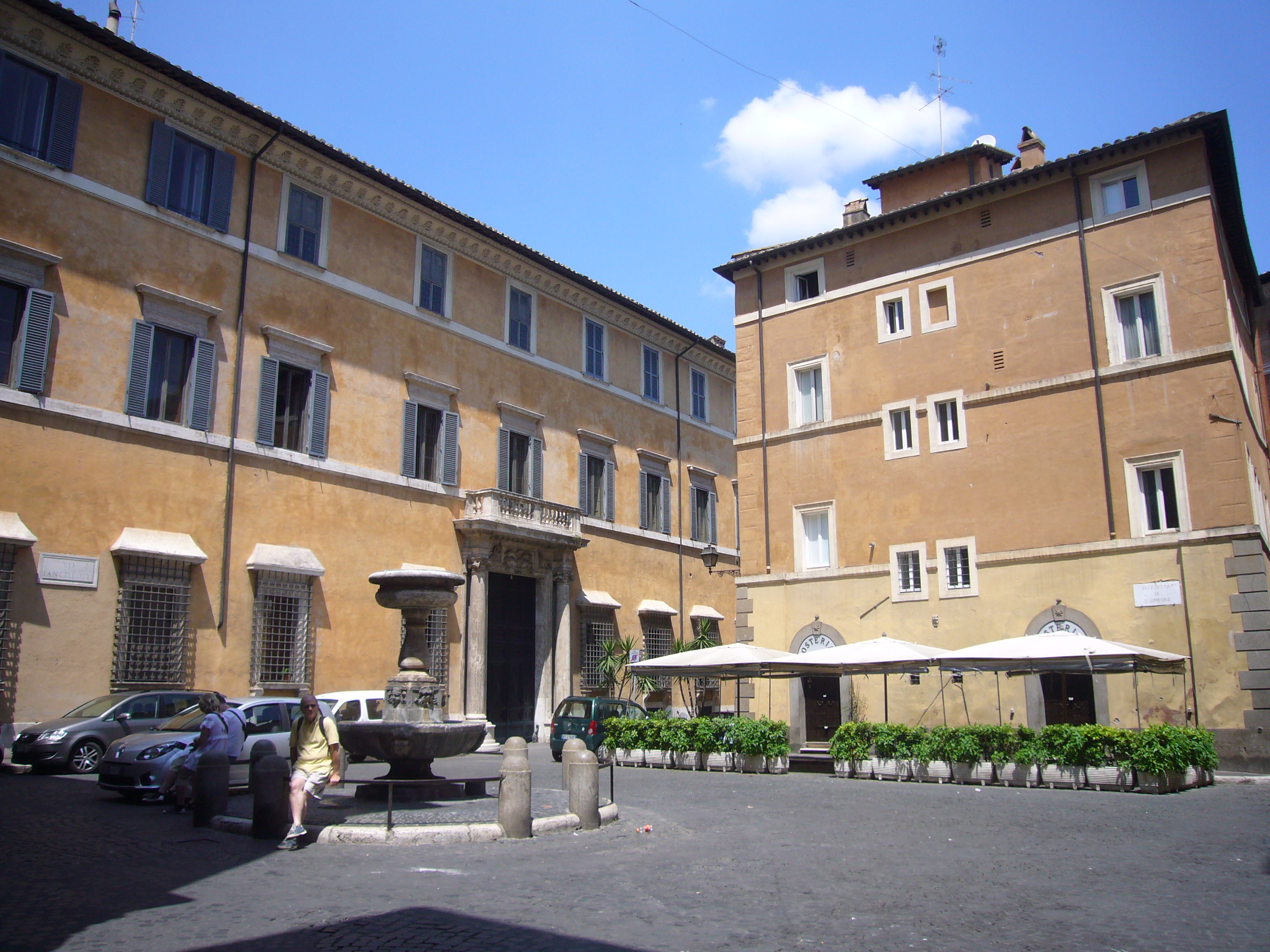
Palazzo Lancellotti ai Coronari

## Marchesi e principi di Lauro, duchi e principi di Marzano
- Scipione (+ 1663), I marchese di Lauro
- Ottavio Maria (+ 1702), II marchese di Lauro
- Orazio, III marchese di Lauro, I duca di Marzano
- Ottavio (+ 1769), II duca e I principe di Marzano
- Scipione (1731-1815), II principe di Marzano
- Orazio (1761 - 1819), III principe di Marzano
- Ottavio (1799 - 1862), IV principe di Marzano, II principe di Lauro.

Con Ottavio, privo di discendenti, la casata si estingue in linea maschile; per volontà di Giuseppina Massimo, moglie di Ottavio, nel 1865 nome e titoli passano al di lei nipote Filippo Massimo, figlio cadetto del principe Vittorio Emanuele Camillo Massimo.

## Albero genealogico della famiglia Lancellotti
|                            |                            |                                       |                                       |                                  |                                          |                                          |                                        |                                        |                                                                                                  |                                                                                                  |                                                                                    |                                           |                                             |                                               |                                                           |                                                                      |                                                                      | |                                                        |                                                                                            |                                                                                            |                                                        |                                                                   |                                                                                  |                                                       |                                         |                               |                               |
|                            |                            |                                       |                                       |                                  |                                          |                                          |                                        |                                        |                                                                                                  |                                                                                                  |                                                                                    |                                           |                                             |                                               |                                                           |                                                                      |                                                                      | |                                                        |                                                                                            | Scipione †1517 Ippolita Casali                                                             |                                                        |                                                                   |                                                                                  |                                                       |                                         |                               |                               |
|                            |                            |                                       |                                       |                                  |                                          |                                          |                                        |                                        |                                                                                                  |                                                                                                  |                                                                                    |                                           |                                             |                                               |                                                           |                                                                      |                                                                      | |                                                        |                                                                                            |                                                                                            |                                                        |                                                                   |                                                                                  |                                                       |                                         |                               |                               |
|                            |                            |                                       |                                       |                                  |                                          |                                          |                                        |                                        |                                                                                                  |                                                                                                  |                                                                                    |                                           |                                             |                                               |                                                           |                                                                      |                                                                      | |                                                        |                                                                                            |                                                                                            |                                                        |                                                                   |                                                                                  |                                                       |                                         |                               |                               |
|                            |                            |                                       |                                       |                                  |                                          |                                          |                                        |                                        |                                                                                                  |                                                                                                  |                                                                                    |                                           |                                             |                                               |                                                           |                                                                      |                                                                      | |                                                        | Orazio †1556 Antonina d'Aragona                                                            | Orazio †1556 Antonina d'Aragona                                                            | Lancellotto †1527                                      | Lancellotto †1527                                                 |                                                                                  |                                                       |                                         |                               |                               |
|                            |                            |                                       |                                       |                                  |                                          |                                          |                                        |                                        |                                                                                                  |                                                                                                  |                                                                                    |                                           |                                             |                                               |                                                           |                                                                      |                                                                      | |                                                        |                                                                                            |                                                                                            |                                                        |                                                                   |                                                                                  |                                                       |                                         |                               |                               |
|                            |                            |                                       |                                       |                                  |                                          |                                          |                                        |                                        |                                                                                                  |                                                                                                  |                                                                                    |                                           |                                             |                                               |                                                           |                                                                      |                                                                      | |                                                        |                                                                                            |                                                                                            |                                                        |                                                                   |                                                                                  |                                                       |                                         |                               |                               |
|                            |                            |                                       |                                       |                                  |                                          |                                          |                                        |                                        |                                                                                                  |                                                                                                  |                                                                                    |                                           |                                             |                                               |                                                           |                                                                      |                                                                      | | Scipione *1527 †1598 Cardinale                         | Scipione *1527 †1598 Cardinale                                                             | Paolo †1556 Giulia Delfini                                                                 | Paolo †1556 Giulia Delfini                             |                                                                   |                                                                                  |                                                       |                                         |                               |                               |
|                            |                            |                                       |                                       |                                  |                                          |                                          |                                        |                                        |                                                                                                  |                                                                                                  |                                                                                    |                                           |                                             |                                               |                                                           |                                                                      |                                                                      | |                                                        |                                                                                            |                                                                                            |                                                        |                                                                   |                                                                                  |                                                       |                                         |                               |                               |
|                            |                            |                                       |                                       |                                  |                                          |                                          |                                        |                                        |                                                                                                  |                                                                                                  |                                                                                    |                                           |                                             |                                               |                                                           |                                                                      |                                                                      | |                                                        |                                                                                            |                                                                                            |                                                        |                                                                   |                                                                                  |                                                       |                                         |                               |                               |
|                            |                            |                                       |                                       |                                  |                                          |                                          |                                        |                                        |                                                                                                  |                                                                                                  |                                                                                    |                                           |                                             |                                               | Orazio *1571 †1620 Cardinale                              | Orazio *1571 †1620 Cardinale                                         | Francesco *1572 †1591                                                | Francesco *1572 †1591 | Laura *1573 †1639                                      | Laura *1573 †1639                                                                          | Giovan Battista *1575 †1656 Vescovo di Nola                                                | Giovan Battista *1575 †1656 Vescovo di Nola            | Tiberio *1577 †1629 Laura Marsciana                               | Tiberio *1577 †1629 Laura Marsciana                                              | Ottavio *1578 †1614                                   | Ottavio *1578 †1614                     | Prudenzia x Antonio Gabrielli | Prudenzia x Antonio Gabrielli |
|                            |                            |                                       |                                       |                                  |                                          |                                          |                                        |                                        |                                                                                                  |                                                                                                  |                                                                                    |                                           |                                             |                                               |                                                           |                                                                      |                                                                      | |                                                        |                                                                                            |                                                                                            |                                                        |                                                                   |                                                                                  |                                                       |                                         |                               |                               |
|                            |                            |                                       |                                       |                                  |                                          |                                          |                                        |                                        |                                                                                                  |                                                                                                  |                                                                                    |                                           |                                             |                                               |                                                           |                                                                      |                                                                      | |                                                        |                                                                                            |                                                                                            |                                                        |                                                                   |                                                                                  |                                                       |                                         |                               |                               |
|                            |                            |                                       |                                       |                                  |                                          |                                          |                                        |                                        |                                                                                                  |                                                                                                  |                                                                                    |                                           |                                             |                                               |                                                           |                                                                      |                                                                      | | Giulia *1604 †1678                                     | Giulia *1604 †1678                                                                         | Cecilia *1606 †1668                                                                        | Cecilia *1606 †1668                                    | Scipione, Marchese di Lauro *1604 †1678 Claudia Torres            | Scipione, Marchese di Lauro *1604 †1678 Claudia Torres                           | Porzia *1615                                          | Porzia *1615                            | Laura *1618 †1635             | Laura *1618 †1635             |
|                            |                            |                                       |                                       |                                  |                                          |                                          |                                        |                                        |                                                                                                  |                                                                                                  |                                                                                    |                                           |                                             |                                               |                                                           |                                                                      |                                                                      | |                                                        |                                                                                            |                                                                                            |                                                        |                                                                   |                                                                                  |                                                       |                                         |                               |                               |
|                            |                            |                                       |                                       |                                  |                                          |                                          |                                        |                                        |                                                                                                  |                                                                                                  |                                                                                    |                                           |                                             |                                               |                                                           |                                                                      |                                                                      | |                                                        |                                                                                            |                                                                                            |                                                        |                                                                   |                                                                                  |                                                       |                                         |                               |                               |
|                            |                            |                                       |                                       |                                  |                                          |                                          |                                        |                                        |                                                                                                  |                                                                                                  |                                                                                    |                                           |                                             |                                               |                                                           |                                                                      |                                                                      | | Laura *1640 Lorenzo Chigi Montoro                      | Laura *1640 Lorenzo Chigi Montoro                                                          | Prudenzia *1646 †1684 Ignazio Muscettola                                                   | Prudenzia *1646 †1684 Ignazio Muscettola               | Ottavio Maria, Principe di Marzano *1649 †1702 Erminia Santacroce | Ottavio Maria, Principe di Marzano *1649 †1702 Erminia Santacroce                | Giulia                                                | Giulia                                  | Agnese †1714                  | Agnese †1714                  |
|                            |                            |                                       |                                       |                                  |                                          |                                          |                                        |                                        |                                                                                                  |                                                                                                  |                                                                                    |                                           |                                             |                                               |                                                           |                                                                      |                                                                      | |                                                        |                                                                                            |                                                                                            |                                                        |                                                                   |                                                                                  |                                                       |                                         |                               |                               |
|                            |                            |                                       |                                       |                                  |                                          |                                          |                                        |                                        |                                                                                                  |                                                                                                  |                                                                                    |                                           |                                             |                                               |                                                           |                                                                      |                                                                      | |                                                        |                                                                                            |                                                                                            |                                                        |                                                                   |                                                                                  |                                                       |                                         |                               |                               |
|                            |                            |                                       |                                       |                                  |                                          |                                          |                                        |                                        |                                                                                                  |                                                                                                  |                                                                                    |                                           |                                             |                                               |                                                           |                                                                      |                                                                      | |                                                        |                                                                                            |                                                                                            | Scipione, Principe di Lauro *1668 †1723 Teresa Benzoni | Scipione, Principe di Lauro *1668 †1723 Teresa Benzoni            | Orazio, Principe di Marzano *1684 †1760 Giustina Donà                            | Orazio, Principe di Marzano *1684 †1760 Giustina Donà |                                         |                               |                               |
|                            |                            |                                       |                                       |                                  |                                          |                                          |                                        |                                        |                                                                                                  |                                                                                                  |                                                                                    |                                           |                                             |                                               |                                                           |                                                                      |                                                                      | |                                                        |                                                                                            |                                                                                            |                                                        |                                                                   |                                                                                  |                                                       |                                         |                               |                               |
|                            |                            |                                       |                                       |                                  |                                          |                                          |                                        |                                        |                                                                                                  |                                                                                                  |                                                                                    |                                           |                                             |                                               |                                                           |                                                                      |                                                                      | |                                                        |                                                                                            |                                                                                            |                                                        |                                                                   |                                                                                  |                                                       |                                         |                               |                               |
|                            |                            |                                       |                                       |                                  |                                          |                                          |                                        |                                        |                                                                                                  |                                                                                                  |                                                                                    |                                           |                                             |                                               |                                                           |                                                                      |                                                                      | |                                                        |                                                                                            |                                                                                            |                                                        |                                                                   | Ottavio Maria, Principe di Lauro, Principe di Marzano *1710 †1769 Angelica Lante |                                                       |                                         |                               |                               |
|                            |                            |                                       |                                       |                                  |                                          |                                          |                                        |                                        |                                                                                                  |                                                                                                  |                                                                                    |                                           |                                             |                                               |                                                           |                                                                      |                                                                      | |                                                        |                                                                                            |                                                                                            |                                                        |                                                                   |                                                                                  |                                                       |                                         |                               |                               |
|                            |                            |                                       |                                       |                                  |                                          |                                          |                                        |                                        |                                                                                                  |                                                                                                  |                                                                                    |                                           |                                             |                                               |                                                           |                                                                      |                                                                      | |                                                        |                                                                                            |                                                                                            |                                                        |                                                                   |                                                                                  |                                                       |                                         |                               |                               |
|                            |                            |                                       |                                       |                                  |                                          |                                          |                                        |                                        |                                                                                                  |                                                                                                  |                                                                                    |                                           |                                             |                                               |                                                           |                                                                      |                                                                      | |                                                        |                                                                                            |                                                                                            | Scipione, Principe *1737 †1815 Barbariga Donà          | Scipione, Principe *1737 †1815 Barbariga Donà                     | Erminia *? †?                                                                    | Erminia *? †?                                         | Filippo *1732 †1794 Cardinale           | Filippo *1732 †1794 Cardinale |                               |
|                            |                            |                                       |                                       |                                  |                                          |                                          |                                        |                                        |                                                                                                  |                                                                                                  |                                                                                    |                                           |                                             |                                               |                                                           |                                                                      |                                                                      | |                                                        |                                                                                            |                                                                                            |                                                        |                                                                   |                                                                                  |                                                       |                                         |                               |                               |
|                            |                            |                                       |                                       |                                  |                                          |                                          |                                        |                                        |                                                                                                  |                                                                                                  |                                                                                    |                                           |                                             |                                               |                                                           |                                                                      |                                                                      | |                                                        |                                                                                            |                                                                                            |                                                        |                                                                   |                                                                                  |                                                       |                                         |                               |                               |
|                            |                            |                                       |                                       |                                  |                                          |                                          |                                        |                                        |                                                                                                  |                                                                                                  |                                                                                    |                                           |                                             |                                               |                                                           |                                                                      |                                                                      | | Orazio, Principe *1761 †1819 Lilla Doria               | Orazio, Principe *1761 †1819 Lilla Doria                                                   | Luigi *1765 †1835 Monsignore                                                               | Luigi *1765 †1835 Monsignore                           | Angelica *1754 †1817                                              | Angelica *1754 †1817                                                             | Giustina *? †? G. Caracciolo d'Avellino               | Giustina *? †? G. Caracciolo d'Avellino |                               |                               |
|                            |                            |                                       |                                       |                                  |                                          |                                          |                                        |                                        |                                                                                                  |                                                                                                  |                                                                                    |                                           |                                             |                                               |                                                           |                                                                      |                                                                      | |                                                        |                                                                                            |                                                                                            |                                                        |                                                                   |                                                                                  |                                                       |                                         |                               |                               |
|                            |                            |                                       |                                       |                                  |                                          |                                          |                                        |                                        |                                                                                                  |                                                                                                  |                                                                                    |                                           |                                             |                                               |                                                           |                                                                      |                                                                      | |                                                        |                                                                                            |                                                                                            |                                                        |                                                                   |                                                                                  |                                                       |                                         |                               |                               |
|                            |                            |                                       |                                       |                                  |                                          |                                          |                                        |                                        |                                                                                                  |                                                                                                  |                                                                                    |                                           |                                             |                                               |                                                           |                                                                      |                                                                      | Ottavio Maria, Principe *1799 †1862 Giuseppina Massimo | Ottavio Maria, Principe *1799 †1862 Giuseppina Massimo | Angelica *1791 †1847                                                                       | Angelica *1791 †1847                                                                       |                                                        |                                                                   |                                                                                  |                                                       |                                         |                               |                               |
|                            |                            |                                       |                                       |                                  |                                          |                                          |                                        |                                        |                                                                                                  |                                                                                                  |                                                                                    |                                           |                                             |                                               |                                                           |                                                                      |                                                                      | |                                                        |                                                                                            |                                                                                            |                                                        |                                                                   |                                                                                  |                                                       |                                         |                               |                               |
|                            |                            |                                       |                                       |                                  |                                          |                                          |                                        |                                        |                                                                                                  |                                                                                                  |                                                                                    |                                           |                                             |                                               |                                                           |                                                                      |                                                                      | |                                                        |                                                                                            |                                                                                            |                                                        |                                                                   |                                                                                  |                                                       |                                         |                               |                               |
|                            |                            |                                       |                                       |                                  |                                          |                                          |                                        |                                        |                                                                                                  |                                                                                                  |                                                                                    |                                           |                                             |                                               |                                                           |                                                                      |                                                                      | Filippo Massimiliano, Principe di Lauro, Principe di Marzano *1844 †1915 Elisabetta Aldobrandini Secondogenito di Camillo Massimo, adottato da sua zia Giuseppina Massimo |                                                        |                                                                                            |                                                                                            |                                                        |                                                                   |                                                                                  |                                                       |                                         |                               |                               |
|                            |                            |                                       |                                       |                                  |                                          |                                          |                                        |                                        |                                                                                                  |                                                                                                  |                                                                                    |                                           |                                             |                                               |                                                           |                                                                      |                                                                      | |                                                        |                                                                                            |                                                                                            |                                                        |                                                                   |                                                                                  |                                                       |                                         |                               |                               |
|                            |                            |                                       |                                       |                                  |                                          |                                          |                                        |                                        |                                                                                                  |                                                                                                  |                                                                                    |                                           |                                             |                                               |                                                           |                                                                      |                                                                      | |                                                        |                                                                                            |                                                                                            |                                                        |                                                                   |                                                                                  |                                                       |                                         |                               |                               |
|                            |                            |                                       |                                       |                                  |                                          |                                          |                                        |                                        |                                                                                                  | Giuseppe, Principe di Lauro, Principe di Marzano *1866 †1945 Lesa Pia Aldobrandini               | Giuseppe, Principe di Lauro, Principe di Marzano *1866 †1945 Lesa Pia Aldobrandini | Maria Pia *1868 †1870                     | Maria Pia *1868 †1870                       | Maria Pia *1870 †1875                         | Maria Pia *1870 †1875                                     | Cristina *1873 †1901                                                 | Cristina *1873 †1901                                                 | Maria Pia *1875 †1926 | Maria Pia *1875 †1926                                  | Luigi Massimo-Lancellotti, Principe di Prossedi *1881 †1958 Marie de Merode (Ramo cadetto) | Luigi Massimo-Lancellotti, Principe di Prossedi *1881 †1958 Marie de Merode (Ramo cadetto) | Lauro *1883 †1968                                      | Lauro *1883 †1968                                                 | Rufina *1886 †1942 Pio Grazioli                                                  | Rufina *1886 †1942 Pio Grazioli                       | Pietro *1888 †1988                      | Pietro *1888 †1988            |                               |
|                            |                            |                                       |                                       |                                  |                                          |                                          |                                        |                                        |                                                                                                  |                                                                                                  |                                                                                    |                                           |                                             |                                               |                                                           |                                                                      |                                                                      | |                                                        |                                                                                            |                                                                                            |                                                        |                                                                   |                                                                                  |                                                       |                                         |                               |                               |
|                            |                            |                                       |                                       |                                  |                                          |                                          |                                        |                                        |                                                                                                  |                                                                                                  |                                                                                    |                                           |                                             |                                               |                                                           |                                                                      |                                                                      | |                                                        |                                                                                            |                                                                                            |                                                        |                                                                   |                                                                                  |                                                       |                                         |                               |                               |
|                            |                            |                                       |                                       |                                  | Anna *1890 †? Mario d'Incisa di Camerana | Anna *1890 †? Mario d'Incisa di Camerana | Maria *1890 †? Edoardo Sante Montanari | Maria *1890 †? Edoardo Sante Montanari | Filippo, Principe di Lauro, Principe di Marzano *1892 †? Beatrice Lante Montefeltro della Rovere | Filippo, Principe di Lauro, Principe di Marzano *1892 †? Beatrice Lante Montefeltro della Rovere | Francesca *1893 †1967                                                              | Francesca *1893 †1967                     | Massimiliano *1895 †? Maria Capece Minutolo | Massimiliano *1895 †? Maria Capece Minutolo   | Carolina *1896 †? Giovanni Battista Franchi de' Cavalieri | Carolina *1896 †? Giovanni Battista Franchi de' Cavalieri            |                                                                      | |                                                        |                                                                                            |                                                                                            |                                                        |                                                                   |                                                                                  |                                                       |                                         |                               |                               |
|                            |                            |                                       |                                       |                                  |                                          |                                          |                                        |                                        |                                                                                                  |                                                                                                  |                                                                                    |                                           |                                             |                                               |                                                           |                                                                      |                                                                      | |                                                        |                                                                                            |                                                                                            |                                                        |                                                                   |                                                                                  |                                                       |                                         |                               |                               |
|                            |                            |                                       |                                       |                                  |                                          |                                          |                                        |                                        |                                                                                                  |                                                                                                  |                                                                                    |                                           |                                             |                                               |                                                           |                                                                      |                                                                      | |                                                        |                                                                                            |                                                                                            |                                                        |                                                                   |                                                                                  |                                                       |                                         |                               |                               |
| Maria Angelica *1919 †2013 | Maria Angelica *1919 †2013 | Ottavia *1919 †2017 Francesco Gambaro | Ottavia *1919 †2017 Francesco Gambaro | Laura *1920 Alessandro del Drago | Laura *1920 Alessandro del Drago         | Lavinia *1921 †2001 Daniele Ferné        | Lavinia *1921 †2001 Daniele Ferné      | Orazio, Principe *1925†?               | Orazio, Principe *1925†?                                                                         | Livia *1928 †2023 Pietro Lante Montefeltro della Rovere                                          | Livia *1928 †2023 Pietro Lante Montefeltro della Rovere                            | Ginevra *1931 Rovero Campello della Spina | Ginevra *1931 Rovero Campello della Spina   | Maria Cristina *1932 Luchino Zileri dal Verme | Maria Cristina *1932 Luchino Zileri dal Verme             | Pietro, Principe di Lauro, Principe di Marzano *1934 Flavia Campello | Pietro, Principe di Lauro, Principe di Marzano *1934 Flavia Campello | Immacolata *1936 Paolo Agliardi | Immacolata *1936 Paolo Agliardi                        |                                                                                            |                                                                                            |                                                        |                                                                   |                                                                                  |                                                       |                                         |                               |                               |
|                            |                            |                                       |                                       |                                  |                                          |                                          |                                        |                                        |                                                                                                  |                                                                                                  |                                                                                    |                                           |                                             |                                               |                                                           |                                                                      |                                                                      | |                                                        |                                                                                            |                                                                                            |                                                        |                                                                   |                                                                                  |                                                       |                                         |                               |                               |
|                            |                            |                                       |                                       |                                  |                                          |                                          |                                        |                                        |                                                                                                  |                                                                                                  |                                                                                    |                                           |                                             |                                               |                                                           |                                                                      |                                                                      | |                                                        |                                                                                            |                                                                                            |                                                        |                                                                   |                                                                                  |                                                       |                                         |                               |                               |
|                            |                            |                                       |                                       |                                  |                                          |                                          |                                        |                                        |                                                                                                  |                                                                                                  | Ottavio *1958 Anne de Bellefroid                                                   | Ottavio *1958 Anne de Bellefroid          |                                             |                                               |                                                           | Giovanni Battista *1960 Giulia Capolino                              | Giovanni Battista *1960 Giulia Capolino                              | Beatrice *1961 | Beatrice *1961                                         | Federico *1969 Antonella Varoli Piazza                                                     | Federico *1969 Antonella Varoli Piazza                                                     | Claudia *1971                                          | Claudia *1971                                                     |                                                                                  |                                                       |                                         |                               |                               |
|                            |                            |                                       |                                       |                                  |                                          |                                          |                                        |                                        |                                                                                                  |                                                                                                  |                                                                                    |                                           |                                             |                                               |                                                           |                                                                      |                                                                      | |                                                        |                                                                                            |                                                                                            |                                                        |                                                                   |                                                                                  |                                                       |                                         |                               |                               |
|                            |                            |                                       |                                       |                                  |                                          |                                          |                                        |                                        |                                                                                                  |                                                                                                  |                                                                                    |                                           |                                             |                                               |                                                           |                                                                      |                                                                      | |                                                        |                                                                                            |                                                                                            |                                                        |                                                                   |                                                                                  |                                                       |                                         |                               |                               |
|                            |                            |                                       |                                       |                                  |                                          |                                          |                                        |                                        | Francesca Romana *1987                                                                           | Francesca Romana *1987                                                                           | Filippo *1989                                                                      | Filippo *1989                             | Laura *1991                                 | Laura *1991                                   | Livia *1995                                               | Livia *1995                                                          | Gregorio *1997                                                       | Gregorio *1997 | Paolo *2002                                            | Paolo *2002                                                                                | Sofia *2000                                                                                | Sofia *2000                                            |                                                                   |                                                                                  |                                                       |                                         |                               |                               |

## I Lancellotti di Tropea
I Lancellotti sono una famiglia nobile napoletana discendente dal casato reale degli Anjou-Durazzo, ramo cadetto dei Capetingi.
Hanno come capostipite Rinaldo di Durazzo detto Lancillotto, principe di Capua, figlio naturale di Ladislao I di Napoli. I suoi discendenti si stabilirono in principio in Foggia, quindi in Oppido e successivamente a Napoli.
Un Francesco fu capitano distinguendosi contro i francesi. Un Antonio ottenne dal Gran Camerario dei D'Avalos il riconoscimento della propria discendenza dal principe Rinaldo di Durazzo, la stessa cosa fu ottenuta precedentemente da un Carlo quando fu riconosciuto unico erede in una disputa ereditaria contro i discendenti di Camillo Tomacello.
Un Giovanni Francesco Lancellotti, gesuita, nato a Staffolo fu autore di una dissertazione epistolare sulla spettanza di oggetti antichi trovati a Cupramontana, pubblicata in una prima edizione nel 1753 ed in una seconda nel 1755.
Complessivamente la famiglia possedette un principato, un marchesato e quattro baronie; contrasse parentele, tra le altre, con gli Orsini e gli Spinelli; godette di nobiltà in Napoli e Tropea.